# Ботачо (Рим)
Ботачо је насеље у Италији у округу Рим, региону Лацио.
Према процени из 2011. у насељу је живело 56 становника. Насеље се налази на надморској висини од 76 м.